# Орловка (Благовіщенський район)
Орло́вка (рос. Орловка, башк. Орловка) — село у складі Благовіщенського району Башкортостану, Росія. Адміністративний центр Орловської сільської ради.
Населення — 102 особи (2010; 141 в 2002).
Національний склад:
- росіяни — 61 %